# サラ・バーク
サラ・ジーン・バーク （Sarah Jean Burke、1982年9月3日 - 2012年1月19日）は、カナダの女子フリースタイルスキー・ハーフパイプ選手。

Winter X Gamesにて4度優勝する。
2012年1月10日、米国ユタ州のスキー場で練習中に転倒、頭蓋内出血、心肺停止で危篤状態となり、同年1月19日に死亡した。
夫は14歳のときに知り合ったフリースキーヤーロリー・ブッシュフィールド。
また選手の傍らフリースタイルスキーハーフパイプのオリンピック競技の採用に尽力、2014年からソチオリンピックの競技に正式に採用された。ソチオリンピックではフラワーセレモニーの表彰台でメダリストたちが天に向かってハートマークのポーズを見せ追悼の意を表した、またパイプコース整備スタッフもハートマークで列を組んで滑走した。
試合後には金メダリストのマディー・ボーマンが「サラ・バークは私たちと共にここにいる」「スキーに全力で打ち込み、自分のやっていることを愛し、自分の人生を愛するという永久の遺産を彼女は残した」とコメントを残している。

## 主な戦績
- 2005 World Ski Championship(Ruka) - 1位
- 2005 Winter X Games Aspen - 2位
- 2006 FIS World Cup(Apex) - 1位
- 2007 FIS World Cup(Les Contamines) - 1位
- 2007 Winter X Games Aspen - 1位
- 2008 FIS World Cup(Inawashiro) - 1位
- 2008 FIS World Cup(Valmalenco) - 2位
- 2008 Winter X Games Aspen - 1位
- 2009 Winter X Games Aspen - 1位
- 2011 Winter X Games Aspen - 1位
- 2011 FIS World Cup(La Plagne) - 1位